# Volker Müller (Mikrobiologe)
Volker Müller (* 12. September 1959 in Bremerhaven) ist ein deutscher Mikrobiologe und Biochemiker.

## Werdegang
Volker Müller ist der Sohn des Kapitäns Wilfried Müller und seiner Frau Anna und wuchs an der Nordseeküste in Dorum im Land Wursten auf, machte Abitur am Gymnasium Wesermünde in Bremerhaven und studierte von 1979 bis 1985 Biologie an der Georg-August-Universität Göttingen. Die Diplomarbeit fertigte er am Institut für Mikrobiologie der Georg-August-Universität Göttingen unter der Anleitung von Gerhard Gottschalk an. Von 1985 bis 1987 erarbeitete er seine Dissertation (Der Na+ Kreislauf in Methanosarcina barkeri: Aufbau und Funktion eines transmembranen Na+-Gradienten) im Arbeitskreis von G. Gottschalk und wurde 1987 zum Dr. rer. nat. promoviert. Nach einem kurzen Postdoc-Aufenthalt in Göttingen ging er als DFG-Stipendiat an die Yale-Universität, New Haven, USA, um im Labor von R.M. Macnab am Department of Molecular Biophysics and Biochemistry am Flagellenmotor von Salmonella typhimurium zu arbeiten. 1991 ging er zurück nach Göttingen und wurde dort 1995 für das Fach „Mikrobiologie“ habilitiert. 1997 wurde er Professor für Mikrobiologie an der LMU München, 2002 erhielt er Rufe auf die Lehrstühle für Mikrobiologie an der Universität Hamburg und der Universität Frankfurt. Seit 2003 ist er Professor für Mikrobiologie an der Johann Wolfgang Goethe-Universität in Frankfurt und Leiter der Abteilung Molekulare Mikrobiologie und Bioenergetik. Er ist verheiratet mit der Mikrobiologin Beate Averhoff.

## Auszeichnungen, Mitgliedschaften und berufliche Aktivitäten
1988 Promotionspreis der VAAM, 1989 Postdoktorandenstipendium der DFG, 1995 Förderpreis der Deutschen Gesellschaft für Hygiene und Mikrobiologie, 1996 Heisenberg-Stipendium der DFG, 2016 Advanced Investigator Grant des europäischen Forschungsrats (ERC), 2023 Aufnahme als Fellow in die American Academy of Microbiology. Im Jahr 2024 wurde er in der Sektion 	Mikrobiologie und Immunologie in die Nationale Akademie der Wissenschaften Leopoldina aufgenommen.
- Mitglied der VAAM, DGHM, GBM, ASM.
- Mitherausgeber von Applied and Environmental Microbiology (2009-2019) und Environmental Microbiology (2016).
- Mitglied des Editorial Boards von Applied and Environmental Microbiology, Environmental Microbiology, Frontiers in Microbiology, Archaea, Extremophiles.
- Mitglied des Auswahlausschusses zur Vergabe von Humboldt-Forschungsstipendien (2015–2018)
- Wissenschaftlicher Beirat der VAAM für „mikrobielle Physiologie“ (2013-2017)

Mitgliedschaft und Koordination von Forschungsverbünden:
Teilprojektleiter im BMBF-Verbund Biopara (2012-2016), im ERA-Net (Industrial Biotechnology) „CO2CHEM“ (2015-2018), im ERA-CoBiotech-Net „Biometchem“ (2018-2021), im SFB807, im SFB472, im DFG-Schwerpunktprogramm „Genomfunktion und Regulation in Archaea“ und „Struktur funktioneller Module von energiewandelnden Systemen in Prokaryoten“.
Leiter des ERA-Netzwerks „OBAC“ (Industrial Biotechnology)(2016-2020), Leiter der DFG-Forschergruppe „Adaptation und Resistenz von Acinetobacter baumannii, einem Pathogen mit zunehmender Bedeutung.“(2018-2021)

## Forschungsschwerpunkte
Volker Müllers Arbeitsgebiet ist die Physiologie der Bakterien und Archaeen. Ein Schwerpunkt ist der Stoffwechsel anaerober acetogener Bakterien und methanogener Archaeen. Müllers Arbeitsgruppe hat maßgebliche Beiträge zum Verständnis der Biochemie und Bioenergetik von Acetogenese und Methanogenese geliefert, neue Enzyme entdeckt und charakterisiert sowie erklärt, wie diese Wege mit der Synthese von ATP gekoppelt sind. Ein weiterer Fokus ist die biotechnologische Nutzung dieser Organismen für die Herstellung von Biotreibstoffen, Chemikalien und Polymeren aus Kohlendioxid, Wasserstoff und Kohlenmonoxid. Müller hält ein Patent zur biologischen Wasserstoffspeicherung mittels eines neuen Enzyms und erarbeitet neue Wege zur biologischen Wasserstoffproduktion und -speicherung.
Ein weiterer Schwerpunkt ist die Physiologie und Adaption des pathogenen Bakteriums Acinetobacter baumanii. Er leitet die DFG-Forschergruppe 2251, in der Müllers Arbeitsgruppe die Grundlagen der Austrocknungsresistenz bearbeitet.

## Schriften
Müller hat ca. 300 Publikationen verfasst (Stand: September 2023).

## Berufliche Aktivitäten
Müller war Direktor des Centers für Membrane Proteomics (2007-2009), Direktor des Instituts für Molekulare Biowissenschaften (2005-2007), Prodekan (2006-2007, 2009-2010) und Dekan (2007–2009) des Fachbereichs Biowissenschaften der Goethe-Universität. Müller unterrichtet im Bachelor und Masterstudiengang und ist Mitglied des Fachausschusses zur Akkreditierung von Studiengängen. Er war Mitglied und Direktor des Kuratoriums des Max-Planck-Instituts für terrestrische Mikrobiologie in Marburg.

## Lehre
Müller unterrichtet Mikrobiologie, Biochemie und Molekularbiologie im Grund- und Hauptstudium und ist Mitglied in diversen Prüfungsausschüssen. Unter seiner Betreuung wurden (Stand: 2023), 95 Bachelorarbeiten, 68 Diplomarbeiten, 47 Masterarbeiten und 36 Doktorarbeiten abgeschlossen.